# 地球に落ちて来た男
『地球に落ちて来た男』（ちきゅうにおちてきたおとこ、原題：The Man Who Fell to Earth）は、1976年制作のイギリスのSF映画。
ウォルター・テヴィス原作のSF小説の映画化。ニコラス・ローグ監督、デヴィッド・ボウイの初主演映画。ボウイは第4回サターンSF映画賞主演男優賞を受賞した。
当初、上映時間は119分だったが、1999年に139分の完全版が公開された。

## あらすじ
いずこからか飛来し、ニューメキシコ州郊外の湖に落下した宇宙船。脱出した乗員は町へたどり着くと古物商に立ち寄り、トーマス・ジェローム・ニュートンと記載されたイギリスのパスポートを身分証として提示し、イニシャル”T.J.N.”の刻印された指輪を売却する。その後、川辺に降りたトーマスは、酷く乾いている様子で、水を汲んでは飲み干した。
トーマスは特許法専門の弁護士、オリバー・ファーンズワースを訪問する。トーマスが差し出した書類を見て驚愕するファーンズワース。そこには9つの特許を取ることが可能な技術が記されており、利益は3億ドルを超えると予想された。こうしてトーマスは新会社「ワールド・エンタープライズ」を立ち上げ、莫大な財産を築き上げる。
大学教授であるネイサン・ブライスは、教え子の女子学生らと肉体関係を持ちつつ、なかなか出世できない教鞭生活に飽きていた。そんなある日、女子学生が持っていたワールド・エンタープライズ社製のカメラに気付いたブライスは、その技術力の高さに憧れるようになり、ファーンズワースの誘いに乗って入社する。
ニューメキシコ州に戻ったトーマスは、宿泊先のホテルでエレベーターの揺れに耐えられず失神し、従業員のメアリー・ルーに介抱されたことがきっかけで、彼女と恋愛関係になる。ワールド・エンタープライズ社の社長として活躍するトーマスを、メアリーは毎日のように訪ねていたが、トーマスから実は妻子がいると打ち明けられる。
トーマスはメアリーを連れて宇宙船が落下した湖を訪れ、故郷に残してきた妻子に思いを馳せつつ、湖畔に新居を構えると告げる。その後、トーマスはファーンズワースに宇宙事業に乗り出すと宣言、技術面を任されたブライスも呼び寄せられ、トーマスとメアリーが住む新居の対岸に居住することとなる。トーマスと面会したブライスは彼の挙動を不審に思い、秘かにX線カメラをしかけてその正体に気付く。
メアリーとの関係がうまくいかなくなっていたトーマスは、彼女との言い争いの末に自ら正体を明かす。彼の正体は、砂漠化した星を救うべく訪れた宇宙人であり、ワールド・エンタープライズ社が建造する宇宙船で水資源を持ち帰る計画だったのだ。
メアリーと別居したトーマスはブライスと再度面会し、自身の正体と目的を明かしたうえで地球人に危害を加えるつもりはないと答える。そのころ、ファーンズワースはワールド・エンタープライズ社の一人勝ちを妬むライバル会社から脅迫を受けていた。
宇宙船がついに完成し、世間が沸き立つ中、メアリーはファーンズワースからトーマスとの手切れ金を渡されて涙を流す。そのファーンズワースはライバル会社の手の者により暗殺され、トーマスもブライスの裏切りにより拉致、監禁され、研究材料として医師たちから非人道的な扱いを受ける。
十数年後、トーマスを探し出したメアリーは、自分とは異なり全く容姿に変化のないトーマスに驚きつつも、彼の身を案じて言葉をかけるが、二人の間が元に戻ることはなかった。
さらに年月が経ち、ある日トーマスはいつの間にか監禁が解かれていたことに気付き脱出、いずこかへと姿を消した。一方、ブライスはメアリーと結婚していたが、今ではすっかり落ちぶれ、売り子のアルバイトで生計を立てる毎日を送っていた。
ある年のクリスマス、サンタクロースの扮装で売り子の仕事をしていたブライスは、偶然訪れたレコード店で試聴したレコードがトーマスの手になるものであることに気付き、彼を探し出す。カフェでただ一人、酒に溺れるトーマス。彼は医師たちから受けた実験により失明していた。金も人権も奪われた彼には、もはや宇宙船を開発することはできなかった。死の星と化した故郷で、妻子もすでに亡くなっているだろう。それでも故郷に帰る夢を捨てられないトーマスは、ただひたすら酔いつぶれるのだった。

## キャスト
| 役名                             | 俳優                 | 日本語吹替                                                   |
| 役名                             | 俳優                 | テレビ東京版                                                 |
| -------------------------------- | -------------------- | ------------------------------------------------------------ |
| トーマス・ジェローム・ニュートン | デヴィッド・ボウイ   | 津嘉山正種                                                   |
| ネイサン・ブライス               | リップ・トーン       | 阪脩                                                         |
| メリー・ルー                     | キャンディ・クラーク | 小原乃梨子                                                   |
| オリバー・ファーンズワース       | バック・ヘンリー     | 大木民夫                                                     |
| ピータース                       | バーニー・ケイシー   | 屋良有作                                                     |
| 不明 その他                      | N/A                  | 加藤正之 村松康雄 田中幸四郎 小滝進 楠正通 榊原良子 好村俊子 |
| 日本語版スタッフ                 |                      |                                                              |
| 演出                             | 演出                 | 小山悟                                                       |
| 翻訳                             | 翻訳                 | 岩本令                                                       |
| 効果                             | 効果                 | 芦田公雄                                                     |
| 調整                             | 調整                 | 堀内勉                                                       |
| 制作                             | 制作                 | 東北新社                                                     |
| 解説                             |                      |                                                              |
| 初回放送                         | 初回放送             | 1981年12月22日 『火曜ロードショー』 21:00-22:24              |

※吹替音声は4K修復版ブルーレイディスクにのみ収録。また、ブルーレイディスクには「TV放送版吹替連続再生機能」が搭載。(正味約65分)

## 評価
レビュー・アグリゲーターのRotten Tomatoesでは68件のレビューで支持率は81%、平均点は7.70/10となった。Metacriticでは9件のレビューを基に加重平均値が81/100となった。

## 舞台化
2015年にオフブロードウェイで舞台化され、ボウイ自身もプロデュースを担当することが発表された。舞台化作品のためにボウイ自身が新曲を書きおろし、さらに過去の楽曲がアレンジされて提供される。